# Фёдоровка (приток Бурной)
Фёдоровка (устар. фин. Kaarnajoki — Каарнайоки) — река на территории России, протекает по территории Приозерского района Ленинградской области.

## География и гидрология
Река Фёдоровка — левобережный приток Бурной, впадает в Бурную в 1 километре от устья последней. Общая протяжённость реки Фёдоровки 13 километров.

## Данные водного реестра
По данным государственного водного реестра России относится к Балтийскому бассейновому округу, водохозяйственный участок реки — Водные объекты бассейна оз. Ладожское без рр. Волхов, Свирь и Сясь, речной подбассейн реки — Нева и реки бассейна Ладожского озера (без подбассейна Свирь и Волхов, российская часть бассейнов). Относится к речному бассейну реки Нева (включая бассейны рек Онежского и Ладожского озера).
Код объекта в государственном водном реестре — 01040300212102000009843.